# غولان (دودانغة)
غولان (بالفارسية: گولان) هي منطقة سكنية تقع في إيران في قسم دودانغة الریفي. يقدر عدد سكانها بـ 231 نسمة.